# That's the Way (I Like It)
That's the way (I like it) is een single van KC and The Sunshine Band. Het is hun enige nummer 1-hit in Nederland.

## Geschiedenis
De single werd geschreven door Harry Wayne Casey en Richard Finch die tevens producent waren, en verscheen in de Verenigde Staten op 10 september 1975. In Nederland kwam de single in de Nederlandse Top 40 binnen op 1 november 1975 en bereikte op 29 november de eerste plaats (twee weken in totaal). In de Nationale Hitparade kwam de plaat eveneens binnen op 1 november 1975, en stond het vier weken op de eerste plaats.

## Covers
- Dead or Alive (1984)

## Samples
- Maribou State - Beginner's Luck (2018)

## In de media
- In reclamespotjes: Heineken bier, That's (cassettebandjes), Crunchie (chocoladereep), Crest (tandpasta), Burger King.
- In films: Starsky & Hutch (2004), Happy Feet (2006), Night at the Museum: Battle of the Smithsonian (2009), F.C. De Kampioenen: Kampioen zijn blijft plezant (2013).
- In videogames: Dance Dance Revolution (1998), Unison: Rebels of Rhythm & Dance (2001).
- In radio- en televisieprogramma's: als melodie in De Smaakpolitie.

## Hitnotering

### Nederlandse Top 40
| Hitnotering: 01-11-1975 t/m 17-01-1976 | Hitnotering: 01-11-1975 t/m 17-01-1976 | Hitnotering: 01-11-1975 t/m 17-01-1976 | Hitnotering: 01-11-1975 t/m 17-01-1976 | Hitnotering: 01-11-1975 t/m 17-01-1976 | Hitnotering: 01-11-1975 t/m 17-01-1976 | Hitnotering: 01-11-1975 t/m 17-01-1976 | Hitnotering: 01-11-1975 t/m 17-01-1976 | Hitnotering: 01-11-1975 t/m 17-01-1976 | Hitnotering: 01-11-1975 t/m 17-01-1976 | Hitnotering: 01-11-1975 t/m 17-01-1976 | Hitnotering: 01-11-1975 t/m 17-01-1976 | Hitnotering: 01-11-1975 t/m 17-01-1976 | Hitnotering: 01-11-1975 t/m 17-01-1976 |
| Week                                   | 1                                      | 2                                      | 3                                      | 4                                      | 5                                      | 6                                      | 7                                      | 8                                      | 9                                      | 10                                     | 11                                     | 12                                     |                                        |
| -------------------------------------- | -------------------------------------- | -------------------------------------- | -------------------------------------- | -------------------------------------- | -------------------------------------- | -------------------------------------- | -------------------------------------- | -------------------------------------- | -------------------------------------- | -------------------------------------- | -------------------------------------- | -------------------------------------- | -------------------------------------- |
| Nummer                                 | 10                                     | 7                                      | 3                                      | 2                                      | 1                                      | 1                                      | 2                                      | 6                                      | 17                                     | 32                                     | 38                                     | 40                                     | uit                                    |

### Nationale Hitparade
| Hitnotering: 01-11-1975 t/m 20-12-1975 | Hitnotering: 01-11-1975 t/m 20-12-1975 | Hitnotering: 01-11-1975 t/m 20-12-1975 | Hitnotering: 01-11-1975 t/m 20-12-1975 | Hitnotering: 01-11-1975 t/m 20-12-1975 | Hitnotering: 01-11-1975 t/m 20-12-1975 | Hitnotering: 01-11-1975 t/m 20-12-1975 | Hitnotering: 01-11-1975 t/m 20-12-1975 | Hitnotering: 01-11-1975 t/m 20-12-1975 | Hitnotering: 01-11-1975 t/m 20-12-1975 |
| Week                                   | 1                                      | 2                                      | 3                                      | 4                                      | 5                                      | 6                                      | 7                                      | 8                                      |                                        |
| -------------------------------------- | -------------------------------------- | -------------------------------------- | -------------------------------------- | -------------------------------------- | -------------------------------------- | -------------------------------------- | -------------------------------------- | -------------------------------------- | -------------------------------------- |
| Nummer                                 | 8                                      | 3                                      | 1                                      | 1                                      | 1                                      | 1                                      | 2                                      | 3                                      | uit                                    |

### NPO Radio 2 Top 2000
| Nummer met noteringen in de NPO Radio 2 Top 2000 | '99  | '00  | '01  | '02  | '03  | '04  | '05  | '06  | '07 | '08  | '09 | '10  |
| ------------------------------------------------ | ---- | ---- | ---- | ---- | ---- | ---- | ---- | ---- | --- | ---- | --- | ---- |
| That's the Way                                   | 1223 | 1400 | 1360 | 2000 | 1940 | 1618 | 1911 | 1955 | -   | 1943 | -   | 2000 |

1. ↑  Een '-' betekent dat het nummer niet was genoteerd en een vetgedrukt getal geeft de hoogste notering aan.
2. ↑  Deze tabel is bijgewerkt tot en met de laatste editie (2024).